# Stanislaus National Forest

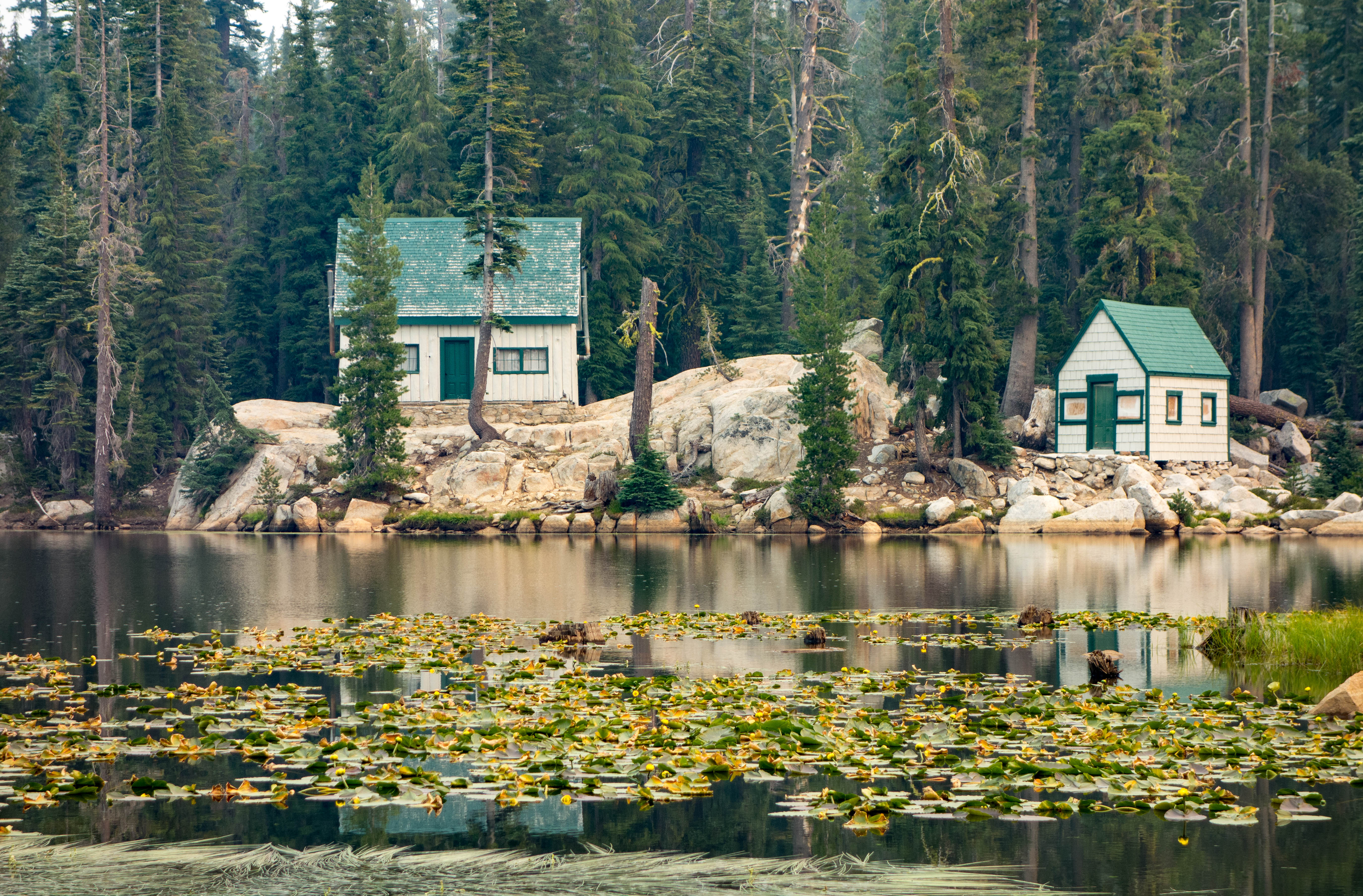
Mosquito Lake, Stanislaus National Forest

Het Stanislaus National Forest is een bosgebied in het Sierra Nevada-gebergte in de Amerikaanse staat Californië, dat als National Forest onder het beheer van de United States Forest Service valt. Het 3.634,5 km² grote bosreservaat ligt grotendeels in het oosten van Tuolumne County, maar bestrijkt ook delen in het zuiden van Alpine, het noorden van Mariposa en het oosten van Calaveras County. Het reservaat grenst aan het Eldorado National Forest in het noorden, het Humboldt-Toiyabe National Forest in het noordoosten, het Yosemite National Park in het zuidoosten en het Sierra National Forest in het uiterste zuiden.
Het gebied telt 78 meren en meer dan 1.300 kilometer aan rivieren. In totaal zijn er 1.770 kilometer paden (gesloten voor gemotoriseerde voertuigen) en 4.601 km wegen, waarvan er 303 km verhard zijn. Doordat het Stanislaus National Forest relatief dicht bij de San Francisco Bay Area ligt, trekt het gebied veel wildernistoeristen aan. Naast wandelen kan er aan raften en kajakken gedaan worden. Er zijn twee wintersportgebieden in het reservaat, Dodge Ridge en Bear Valley, die onder een uitzonderlijke licentie opereren. Er zijn drie wildernisgebieden: Mokelumne Wilderness (op de grens met Eldorado National Forest), Carson-Iceberg Wilderness (op de grens met Humboldt-Toiyabe National Forest) en Emigrant Wilderness.
Het plaatselijke hoofdkwartier van de Forest Service bevindt zich in Sonora.

## Rim Fire

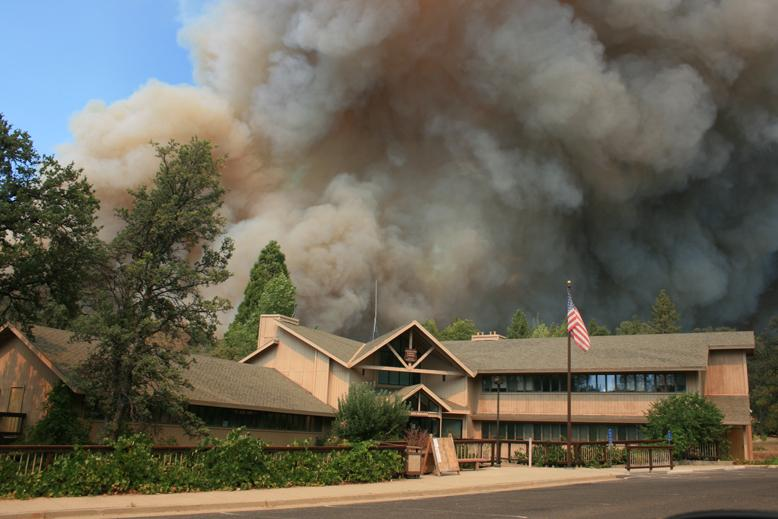
De Rim Fire, een bosbrand, bedreigt een rangerbasis in het Stanislaus National Forest in augustus 2013

Op 17 augustus 2013 leidde een illegaal kampvuur in het Stanislaus National Forest tot een grote natuurbrand, de Rim Fire genoemd. Toen de brand ontdekt werd, was ze nog maar 16 hectare groot, maar door uitzonderlijke droogte en hitte en besparingen bij de Forest Service, groeide de Rim Fire in 36 uur tijd uit tot 4.000 ha en in vier dagen tot 40.000 ha. Het moeilijk toegankelijke terrein en wispelturige winden maakten de brand erg moeilijk om te bestrijden. Op 23 augustus riep gouverneur Jerry Brown de noodtoestand uit, toen de Rim Fire het Hetch Hetchy Reservoir in Yosemite National Park, dat San Francisco van water voorziet, naderde. De Rim Fire was op 24 oktober 2013 onder controle en volledig uit op 4 november 2014. Door het uitblijven van regen bleven stammen nog gedurende de hele winter smeulen. De Rim Fire was destijds de op twee na grootste natuurbrand in de geschiedenis van Californië. De vernietigde oppervlakte bedroeg 104.000 hectare, maar er vielen geen doden.